# Jan Pelletz
Jan Pelletz (zm. 1466 r.) – duchowny katolicki, franciszkanin konwentualny, biskup pomocniczy we Wrocławiu.

## Życiorys
Należał do zakonu franciszkanów. Był znany jako dobry nauczyciel teologii. 1 marca 1456 roku został mianowany przez papieża Kaliksta III biskupem tytularnym krymskiego Sembalonu (Cembalo) i sufraganem w diecezji wrocławskiej. 
Zmarł dziesięć lat później w 1466 roku.